# マジカルシェフ少女しずる
『マジカルシェフ少女しずる』（マジカルシェフしょうじょしずる）は、水あさとによる日本の漫画作品。アース・スター エンターテイメント発行の漫画雑誌『コミック アース・スター』において第3号（2011年6月号）に掲載された読切の物語を継続する形で第16号（2012年7月号）から隔月（奇数月号）連載を開始し、第36号（2014年3月号）で完結した。架空のエリート学校を舞台とする魔法少女と超能力者による弁当調理対決を描くストーリー形式のギャグ漫画である。
『デンキ街の本屋さん』の著者による漫画という点でまず注目され、文芸誌「ダ・ヴィンチ」のwebサイト「ダ・ヴィンチ電子ナビ」には、従来の「料理漫画」とは異なる形で料理を扱う「異色料理漫画」の一つとされた。急激かつ衝撃的な物語展開や唐突な設定、大げさな演出などを特徴とする。話数を「第x部」（xは漢数字）と表記し、第三部と第四部の結末で完結を迎えたかのような文言があるが、その後も物語は継続中である。アース・スターONLINE内の公式サイトで第一部（読切）を試読できる。

## あらすじ
以下は、単行本第1巻収録の第四部までのギャグ表現を省き物語の大筋のみを追った内容である。
「大弁当時代」と呼ばれる時代、弁当調理に特化した「能力」（ツールズ）を持つ者ばかりを集めた「国立大勉富学園」（ベンガク）に通う一年生・西ノ森しずるは、幼い頃に別れた母親を探していた。しかし、能力を持たない彼女は周囲から疎まれ、ある時とうとう生徒会長・聡氏陽優から退学を賭けた「弁当勝負」を挑まれる。弁当勝負は受け手に拒否権が無く、最強と言われる会長からの挑戦はしずるにとって絶望的に思えた。試合の日、審査員たる各国首脳らが見守る中、まず聡氏が「時間停止の能力」で完成させた弁当は彼らを驚かせた。一方、「時間停止」はしずるの料理道具をボロボロにしたが、それでも諦めない彼女が唯一残った母の包丁「GALAXY777」を握り過去の記憶を思い出したとき、彼女の能力「変身」が開花した。姿を変化させたしずるが出した弁当は一見平凡で、あわや暴動という騒ぎになるが、米首脳のウインナーを噛む音が事態を一気に沈静化させる。そしてしずるは聡氏の誤りを次々と指摘し、ついに彼に勝利した。彼女の能力は超能力と呼べるものではなかったが、かつて伝説の料理人と呼ばれた母から教わった膨大な料理書の知識を数分間だけ思い出すのだ。しずるはもう一方で、聡氏が自分と共に母から料理を学んだ幼馴染であることをも思い出し、自分の能力を復活させるべく勝負を挑んだことに気づいた。母を見つけるには生徒会上層部を倒すしかないと告げた聡氏に、しずるは決意を新たにする。
聡氏を遙かに凌ぐ面々が居るというベンガクの生徒会上層部に対し消耗戦を避け互角の勝負を挑もうと上層生徒会室へ向かうしずるだが、目前で謎の女性により生徒会上層部を壊滅させられてしまう。その女性はしずるにチャーリー西ノ森探しをやめろと言い、母の情報を求める彼女に弁当勝負を挑んだ。勢力バランスの一角を失い世界戦争も懸念される中、女性の能力による流れ弾でしずるは心の支えである包丁を折られてしまう。絶望の縁に立つしずるだが、突如現れた謎の男性の言葉で変身能力は己の中にあると思い出す。変身した彼女の弁当は一触即発だった審査員同士の争いを収め、さらには世界に平和をもたらした。負けた女性に母の手がかりを問うしずるだが、実は十年来自分を育ててくれたタイコおばちゃんが「母」と呼ばれたいがために勝負を挑んだことを知ると、彼女を「お母さん」と呼んで抱きしめるのだった。しかし、彼女に母の居場所を伝えようとしたタイコおばちゃんは、突然現れた少女に倒されてしまう。かおると名乗る少女は、攻撃した理由を問うしずるに弁当勝負を挑む。身近に残る唯一の肉親を倒され激怒したしずるは本気の技で審査員を圧倒するが、余裕の笑みを浮かべたかおるはしずるそっくりの姿に変身、彼女の技をあっさり破ってしまう。王知（ワンチー）老師の介入で辛くも引き分け、さらに第二形態で彼女に止めを挿そうとするかおるを嗜めたシケモクという男によってしずるは窮地を救われたが、かおるとシケモクの包丁に母のものと同じ「GALAXY」の刻印を見つけ驚愕する。事情を訊こうとするしずるに、かおるは輪切りになったMt.（マウント）フジで4年に一度開催される弁当の世界祭典「ベントーナメント」へ来いと告げた。
病院を訪れたしずるの前に手術直後の危険な状態で現れたタイコおばちゃんは、しずるの母・チャーリー西ノ森が「銀河弁当団」という闇組織の実力者「スリースターズ」の一人であり、彼女の包丁GALAXY777こそその証だが、同じスリースターズに属するかおる・シケモクがしずるの前に現われたのはチャーリー西ノ森の身に問題が起きたおそれがあると告げ、「包丁の声を聞く」ように言い残した。
そうしてベントーナメントに臨んだしずるは数々の強敵を退け、決勝戦へ駒を進める。決勝戦の相手は、かおるとシケモク、そしてタイコおばちゃん戦でしずるを救った「謎の弁当人“S”」だった。ところが、試合開始の合図と同時に床が抜け4人は奈落の底へと落下する。次々と現れる敵をシケモクとかおるに任せて奥へと進んだしずる達の前に現われたのは、ベントーナメントの主催者・サガミ・オールドマンだった。彼は「弁当戦士」による世界征服を企てており、その人材を選別する目的でベントーナメントを催したのだ。道々敵を食い止め戻ってきたかおる・シケモクは重傷を負っており、それぞれしずるの妹と父親であると正体を明かす。また、ここまで同行した謎の弁当人“S”の正体が聡氏と判ったとき彼もまた倒れてしまう。残されたしずるは父により再生されたGALAXY777を手に妹の助言に従って心を開いた。包丁の中で母の姿をした包丁自身の問いかけに見事に答えて融合したしずるは、これまでより格段に強力な弁当力を纏った姿に変身、世界各地を奪還したクラスメート達の友情の力を得てサガミ・オールドマンを倒したのだった。

## 主な登場人物
※ 単行本第1巻収録の第四部までの物語に関係した登場人物。この漫画では原則として漢字にふり仮名がなく、特記したもの以外の読みは正確には不明である。
西ノ森 しずる（にしのもり しずる）
この漫画の主人公で、国立大勉富学園1年の女子生徒。セミロングの金髪をツーサイドアップにまとめている。料理界に居るはずの母親・チャーリー西ノ森の手がかりを求めて料理人を目指しベンガクに通う。また、幼い頃に母から譲られ、彼女を探す唯一の手がかりである包丁「GALAXY777」を大事にしている。気弱で泣き虫で忘れっぽい。物語開始時には伝説の料理人の娘ながら能力を持たず、他の学生から「親の七光り」と蔑まれていたが、聡氏に勝ってからは異なる意味で注目を浴びる。
賢者タイム
しずるが「変身」能力を使って普段と異なる姿となる数分間を表わす呼称。具体的には両側頭部に垂らした髪の房がらせんを描いて天を向き、セーラーカラーを持つダブルボタンの制服は同様の襟とパフ・スリーブを持つ真中開きの服に変化し、頭頂部にヘッドドレス、肩にマント、胸に卵と羽を象ったリボンなどが装着される。GALAXY777の柄も杖の様に長くなる。姿が変わっても特殊能力は無いが、この姿のしずるは饒舌になり、幼い頃から母に教わった3万3千冊の料理書の知識が蘇る。
包丁に心を開いたしずる
第四部で包丁と融合を果たした結果、さらに異なる姿へと変身したしずる。側頭部の髪の房は角のようになり頭頂部に西洋風の冠が出現、胸の卵はハート型に変化して、GALAXY777には回転式拳銃の弾倉のようなものが付く。通常の変身よりも遙かに強力な弁当力を発揮する（単行本第1巻収録の「CHARACTOR PROFILE」によると、通常の変身が71suに対し、こちらは530000su）。

聡氏 陽優（さとうじ ようゆう）
第一部では国立大勉富学園に3人居る生徒会長の一人で、作中でしずるの最初の対戦相手となった男子生徒。全体に黒い髪のうち前髪の一部の色が異なるのが特徴。歴代最強と言われた前会長をも箸一本で退けた「時間停止」の能力を持つ。実はしずるの幼馴染で、彼女の能力を復活させようと勝負を挑んだ（しずるによる推察）。彼女に敗北してからベンガクを退学したが、左目に覆いまたはモノグラスを着け変装し「謎の弁当人“S”」として現れ、2度に渡りしずるの窮地を救った。
タイコおばちゃん
父母妹と離れてしまったしずるを第二部時点で十年以上に渡り世話してきた育ての親である年配の女性。しずるが寝言で言った「お母さん」の言葉に触発され、彼女に母探しをやめさせ「母」として独占しようと正体を隠して彼女に挑んだ。しずると和解した直後かおるに倒されたが、後に病院を訪れたしずるにチャーリー西ノ森の秘密を教えた。一時は予断を許さない状態だったが、しずると再会した後に退院した。とても速く調理を進める「超効率化」の能力を持ち、調理中は細胞が活性化してモデル時代の姿に若返る。
かおる／西ノ森 しずか（にしのもり しずか）
ベンガク1年生の女子生徒で、「GALAXY999」の包丁を持つスリースターズの一人。金髪をポニーテールに結っている。みじん切りした玉ねぎなどを手元から離れた場所へ転送する「物質移動」の能力でタイコおばちゃんの口を封じ、さらにしずるの「賢者タイム」と似た姿に「変身」して一時は彼女を負かした。2つ（ダブル）の能力を持つ稀な能力者である上に変身形態は4段階ある。実は行方不明だったしずるの実妹で、姉を危険な銀河弁当団に関わらせまいと妨害を試みていた。
シケモク
左目を挟んで額から顎にかけて顔を縦断する傷痕と名前どおりタバコの吸殻を咥えているのが特徴の男性。「GALAXY666」の包丁を持つスリースターズの一人でしずるに敵対する立場だが、勝負はしなかった。実はしずるとしずかの実父で、やはりチャーリー西ノ森を探していたが、「こんな姿を見せたくない」との思いから同じ組織に居るしずか（かおる）にも正体を明かさなかった。彼の能力「再生」は、第1巻収録分では調理での使用は描写されていないが、しずるの包丁を修復したり、自分としずか・聡氏の傷を癒すのに役立った。
ドン・ゴメス
しずる達の弁当勝負において、解説を務める男性。シェフの制服を着て口ひげを生やしている。第1巻末までの時点で身許など詳細は不明だが、しずると聡氏の弁当勝負からベントーナメントまで全ての試合を解説した。
チャーリー西ノ森（チャーリー にしのもり）
物語の十年以上前に行方をくらました、しずるの実母。彼女を探し当てることが、しずるの目的である。作中における伝説の料理人でもあり「弁技48手」という技を開発した。しずるの回想やGALAXY777が再現した彼女の姿から長い髪を持つ女性の姿が窺えるが、第1巻の時点では本人は未登場。

## 世界観・用語
単行本第1巻収録の第四部までに明らかな設定や用語。
大弁当時代
長引く不況に対処すべく様々な節約術が開発され、とりわけポピュラーな策である弁当が重視される時代。人々の自炊技術が飛躍的に向上した結果、後述する「能力」を持った人々が誕生した。しずる達の弁当勝負に各国首脳や国際機関の代表らが審査員として出席したり、その成り行きが暴動や世界規模の戦争に繋がりかけるなど、弁当が非常に高い価値または強い影響力を持つ。
国立 大勉富学園（だいべんとうがくえん）
しずるたちの通う学校。通称「ベンガク」。学校制度上どの段階に相当する学校かは作中に明確でないが、後述の「能力」保有者のみ入学を許される「超エリート学校」。最高学生長を頂点とする階層構造を持つ生徒会は、第二部で壊滅させられるまで世界三大弁当勢力の一つだった。
能力（ツールズ）
しずるや敵対者たちの持つ、弁当調理に特化した超能力。道具を使わず火を起こす・同様に素材を切断する（第一部冒頭）など、原則として能力者一人につき1つずつ備わっている（第1巻収録分の時点では、かおる／しずかだけが例外的に2つの能力を持つ）。
銀河弁当団
闇の弁当組織。第四部までに組織規模や拠点など一切は詳らかでないが、幹部は番号を持ち「ナンバーズ」と呼ばれ、なかんずく実力者9名は3桁のぞろ目番号を持ち「スリースターズ」と呼ばれる。
銀河包丁
銀河弁当団の構成員に証として1本ずつ与えられる包丁。刀身の腹部分に「GALAXY」の刻印があり、幹部はそこに番号が付される。番号のある銀河包丁を手放した者は退団させられ、団員以外の者に渡った包丁は奪還すべく追っ手を差し向けられる。
Su（サトウジ）
調理人の持つ「弁当力」の大きさ・強さを表わす単位。第一部における聡氏の力を1として、その何倍に相当するかを示す。第三部で変身したかおるをしずるが評して以来、敵対する料理人の登場時に示される（それ以前の登場人物についても単行本にて記載された）。
調理開始（アレ・キュイジーヌ）
この漫画において調理対決の開始を宣言する言葉。ルビで示されるカナ読みはフランス語でallez（行く）とcuisine（キッチン・調理場）を組み合わせた語（但し文法的には正確でない）。かつて日本のテレビ番組「料理の鉄人」でも試合開始の合図として用いられた。

## 書誌情報
- 水あさと『マジカルシェフ少女しずる』アース・スター エンターテイメント<Earthstar comics>、全3巻
  1. 2013年1月12日初版第1刷発行（同日発売[4]） ISBN 978-4-8030-0416-8
  2. 2013年8月12日初版第1刷発行（同日発売[5]） ISBN 978-4-8030-0487-8
  3. 2014年3月12日初版第1刷発行（同日発売[6]） ISBN 978-4-8030-0558-5